# Saint-Didier-sur-Rochefort
Saint-Didier-sur-Rochefort és un municipi francès situat al departament del Loira i a la regió d'Alvèrnia-Roine-Alps. L'any 2007 tenia 424 habitants.

## Demografia

### Població
El 2007 la població de fet de Saint-Didier-sur-Rochefort era de 424 persones. Hi havia 192 famílies de les quals 68 eren unipersonals (32 homes vivint sols i 36 dones vivint soles), 68 parelles sense fills, 48 parelles amb fills i 8 famílies monoparentals amb fills.
La població ha evolucionat segons el següent gràfic:
Habitants censats

### Habitatges
El 2007 hi havia 349 habitatges, 195 eren l'habitatge principal de la família, 127 eren segones residències i 27 estaven desocupats. 332 eren cases i 17 eren apartaments. Dels 195 habitatges principals, 157 estaven ocupats pels seus propietaris, 31 estaven llogats i ocupats pels llogaters i 7 estaven cedits a títol gratuït; 11 tenien dues cambres, 23 en tenien tres, 48 en tenien quatre i 114 en tenien cinc o més. 138 habitatges disposaven pel capbaix d'una plaça de pàrquing. A 91 habitatges hi havia un automòbil i a 74 n'hi havia dos o més.

### Piràmide de població
La piràmide de població per edats i sexe el 2009 era:
| Homes | Edats   | Dones |
| ----- | ------- | ----- |
| 0     | 95 o +  | 0     |
| 0     | 90 a 94 | 0     |
| 8     | 85 a 89 | 4     |
| 4     | 80 a 84 | 12    |
| 12    | 75 a 79 | 12    |
| 20    | 70 a 74 | 16    |
| 24    | 65 a 69 | 24    |
| 8     | 60 a 64 | 12    |
| 24    | 55 a 59 | 12    |
| 12    | 50 a 54 | 24    |
| 20    | 45 a 49 | 16    |
| 16    | 40 a 44 | 4     |
| 4     | 35 a 39 | 8     |
| 16    | 30 a 34 | 12    |
| 24    | 25 a 29 | 8     |
| 4     | 20 a 24 | 12    |
| 0     | 15 a 19 | 16    |
| 8     | 10 a 14 | 0     |
| 8     | 5 a 9   | 8     |
| 4     | 0 a 4   | 4     |

## Economia
El 2007 la població en edat de treballar era de 239 persones, 154 eren actives i 85 eren inactives. De les 154 persones actives 145 estaven ocupades (79 homes i 66 dones) i 9 estaven aturades (4 homes i 5 dones). De les 85 persones inactives 47 estaven jubilades, 12 estaven estudiant i 26 estaven classificades com a «altres inactius».

### Ingressos
El 2009 a Saint-Didier-sur-Rochefort hi havia 186 unitats fiscals que integraven 383,5 persones, la mediana anual d'ingressos fiscals per persona era de 13.151 €.

### Activitats econòmiques
Dels 13 establiments que hi havia el 2007, 1 era d'una empresa extractiva, 1 d'una empresa alimentària, 5 d'empreses de construcció, 1 d'una empresa de transport, 2 d'empreses d'hostatgeria i restauració, 2 d'empreses de serveis i 1 d'una empresa classificada com a «altres activitats de serveis».
Dels 7 establiments de servei als particulars que hi havia el 2009, 1 era una oficina de correu, 1 paleta, 2 fusteries, 1 lampisteria, 1 perruqueria i 1 restaurant.
L'únic establiment comercial que hi havia el 2009 era una fleca.
L'any 2000 a Saint-Didier-sur-Rochefort hi havia 32 explotacions agrícoles que ocupaven un total de 663 hectàrees.

## Equipaments sanitaris i escolars
El 2009 hi havia una escola elemental.

## Poblacions més properes
El següent diagrama mostra les poblacions més properes.